# (18284) Tsereteli
(18284) Tsereteli (1970 PU) – planetoida z grupy przecinających orbitę Marsa okrążająca Słońce w ciągu 3,29 lat w średniej odległości 2,21 j.a. Odkryta 10 sierpnia 1970 roku.